# Attila Repka
Attila Repka, född den 10 januari 1968 i Miskolc, Ungern, är en ungersk brottare som tog OS-guld i lättviktsbrottning i den grekisk-romerska klassen 1992 i Barcelona.